# Daiki Takamatsu
Daiki Takamatsu (高松 大樹 Takamatsu Daiki?,  nacido el 8 de septiembre de 1981 en Yamaguchi) es un exfutbolista japonés que se desempeñaba como delantero.
Takamatsu fue elegido para integrar la selección nacional de Japón para los Juegos Olímpicos de Verano de 2004. Takamatsu jugó 2 veces para la selección de fútbol de Japón entre 2006 y 2007.

## Trayectoria

### Clubes
| Club         | País  | Año         |
| ------------ | ----- | ----------- |
| Oita Trinita | Japón | 2000 - 2016 |
| FC Tokyo     | Japón | 2011        |

### Selección nacional
| Selección | País  | Año         |
| --------- | ----- | ----------- |
| Absoluta  | Japón | 2006 - 2007 |

## Estadística de equipo nacional
| Selección de Japón | Selección de Japón | Selección de Japón |
| Año                | Part.              | Goles              |
| ------------------ | ------------------ | ------------------ |
| 2006               | 1                  | 0                  |
| 2007               | 1                  | 0                  |
| Total              | 2                  | 0                  |

## Palmarés

### Títulos nacionales
| Título             | Club         | País  | Año  |
| ------------------ | ------------ | ----- | ---- |
| Copa J. League     | Oita Trinita | Japón | 2008 |
| Copa del Emperador | FC Tokyo     | Japón | 2011 |